# 愛知県道162号松河戸西枇杷島線
愛知県道162号松河戸西枇杷島線（あいちけんどう162ごう まつかわどにしびわじません）は、愛知県春日井市から同県清須市に至る一般県道である。水分橋から庄内川橋の間は庄内川の堤防上を走る。

## 概要

### 路線データ
- 起点：愛知県春日井市松河戸町
- 終点：愛知県清須市西枇杷島町

## 沿革
- 1959年（昭和34年）12月15日：認定
- 2005年（平成17年）：西枇杷島町が合併により清須市になる

## 地理・沿線

### 沿線の施設
- 水分橋緑地
- 水分橋
- 市営西あじま荘
- 洗堰緑地
- 名古屋市営地下鉄鶴舞線 庄内緑地公園駅
- 庄内緑地公園

### 通過する自治体
- 愛知県
  - 春日井市
  - 名古屋市（北区、西区）
  - 清須市

### 接続する道路
- 愛知県道30号関田名古屋線（松河戸交差点）
- 国道19号（下街道）（勝川橋北交差点・勝川町西2丁目交差点間で重複）
- 愛知県道59号名古屋中環状線（勝川橋北交差点・勝川町西2丁目西交差点間で重複）

この間一部西行き一方通行
- 愛知県道102号名古屋犬山線（木曽街道）（水分橋北交差点）
- 国道41号（空港線）（新川中橋北交差点）
- 愛知県道63号名古屋江南線（名草線）（庄内川橋北交差点・坂井戸交差点間で重複）
- 愛知県道158号小口名古屋線（坂井戸交差点）
- 愛知県道163号一場中小田井線（岩倉街道）（名古屋市西区中小田井1丁目）
- 国道22号（名岐バイパス）（東行き車線、清須市西枇杷島町小田井：新名西橋西詰）